# Changzhao Shuiku
Changzhao Shuiku (kinesiska: 长诏水库) är en reservoar i Kina. Den ligger i provinsen Zhejiang, i den östra delen av landet, omkring 120 kilometer sydost om provinshuvudstaden Hangzhou. Changzhao Shuiku ligger 135 meter över havet. Arean är 4,6 kvadratkilometer. I omgivningarna runt Changzhao Shuiku växer i huvudsak blandskog. Den sträcker sig 4,5 kilometer i nord-sydlig riktning, och 5,8 kilometer i öst-västlig riktning.
Genomsnittlig årsnederbörd är 2 140 millimeter. Den regnigaste månaden är augusti, med i genomsnitt 364 mm nederbörd, och den torraste är januari, med 70 mm nederbörd.